# Громадянський радикальний союз
Громадянський радикальний союз (ісп. Unión Cívica Radical — UCR) — політична партія в Аргентині, яка позиціонує себе як прогресивна і лівоцентристська. Входить до Соцінтерну.

## Історія
Партію було засновано у 1891 році частиною членів Громадянського союзу (назву було обрано під впливом фракції радикалів у парламенті III Республіки у Франції). Після прийняття у 1912 році закону 8871 про загальне обов'язкове виборче право для чоловіків партія різко збільшила своє представництво в у виборних органах. У 1916 році лідер (з 1893 року) партії Іполіто Ірігойєн був обраний президентом Аргентини та лишався на цьому посту до 1922 року. У 1922-28 роках президентом був ще один представник ГРС Марсело Торквато де Альвеар, який представляв іншу фракцію. У 1928 році Ірігойєн знову став президентом, але у 1930 році був усунутий в результаті військового перевороту. У 1930-58 роках ГРС був найбільшою опозиційною партією в країні. У 1957 році в партії стався розкол. Повернення партії до влади відбулось у 1958 році після заборони пероністських організацій та припинення правління військовиків. У 1958-66 роках два представники двох фракцій ГРС, Артуро Фрондісі (від «непримиренних») та Артуро Умберто Іллія (від «Народного ГРС»), послідовно були президентами Аргентини. У 1966-83 роках партія перебувала в опозиції до пероністів і військових, деякий час була забороненою. У 1983 році представник партії Рауль Альфонсін був обраний президентом Аргентини, але у 1989 році він вийшов у відставку після провалу його економічної реформи, що вилився у гіперінфляцію та, як наслідок, масові заворушення у крупних містах. У 1999—2001 роках президентом був представник партії Фернандо де ла Руа, але й він пішов у відставку через економічну кризу, що розпочалась у 2001 році.
Нині партія є найбільшою опозиційною організацією, однак вона є розколотою у питанні щодо підтримки Хустисіалістської партії, що належить до урядового блоку і Фронту за перемогу президента Кристини Кіршнер та її чоловіка й попередника Нестора Кіршнера. Так, на президентських виборах 2007 року член ГРС Хуліо Кобос висунувся на пост віце-президента разом із Кристиною Кіршнер, хоча на цих самих виборах від ГРС на посаду президента висувався Роберто Лаванья.
1 квітня 2011 року кандидатом на пост президента Аргентини від партії ГРС був обраний Рікардо Альфонсін, син Рауля Альфонсіна, який займав пост президента країни з 1983 до 1989 року.